# Cantone di Marange-Silvange
Il Cantone di Marange-Silvange era una divisione amministrativa dell'arrondissement di Metz-Campagne.
È stato soppresso a seguito della riforma complessiva dei cantoni del 2014, che è entrata in vigore con le elezioni dipartimentali del 2015.
Comprendeva i comuni di:
- Amanvillers
- Bronvaux
- Fèves
- Marange-Silvange
- Montois-la-Montagne
- Norroy-le-Veneur
- Pierrevillers
- Plesnois
- Roncourt
- Sainte-Marie-aux-Chênes
- Saint-Privat-la-Montagne
- Saulny